# Філь Юхим Павлович
Юхи́м Па́влович Філь (27 (15) березня 1885, село Гути Конотопського повіту Чернігівської губернії, нині Конотопського району Сумської області — 1938) — український літературознавець, етнолог. Учений секретар Кам'янець-Подільського наукового товариства при ВУАН (1926—1929).

## Біографія
Закінчив 1915 року Глухівський учительський інститут. Наприкінці 1920 року переїхав до Кам'янця-Подільського. Викладав українську літературу в Кам'янець-Подільському інституті народної освіти (нині Кам'янець-Подільський національний університет імені Івана Огієнка).
Заарештовано 31 серпня 1929 року. Звинувачено, що «викладаючи українську літературу в ІНО, вип'ячував національні моменти в історії боротьби українського народу, одночасно випускав соціологічне обґрунтування. Слухачам свого курсу рекомендував в більшості користуватись неокласичною літературою, аж до забороненої „Чорної ради“ Куліша».
24 лютого 1930 року судова трійка при колегії ДПУ в Кам'янці-Подільському присудила Філеві 7 років концтаборів. За висновками прокуратури Хмельницької області від 16 липня 1989 року в діях Філя немає складу злочину, тому його реабілітовано.
Досдіжував життя і творчість Анатолія Свидницького.

## Праці
- Матеріали до біографії А. Свидницького // Записки історико-філологічного відділу АН УРСР. — Книга V (1924—1925).
- Свидницький та його літературні сусіди // Записки історико-філологічного відділу АН УРСР. — Книга XVI (1928).
- До біографії А. Свидницького: За архівними матеріалами // Записки історико-філологічного відділу АН УРСР. — Книга XVIII (1928).